# MONU
MONU is een Engelstalig tijdschrift over urbanisme dat eenmaal per jaar verschijnt. Het magazine richt zich op de stad in brede zin, en behandelt dus ook de politiek, economie, geografie, ecologie, sociale aspecten naast de structuur en fysieke architectuur. Architectuur is dus slechts een van de vele aandachtsgebieden van het magazine – onderwerpen die samengebracht kunnen worden onder de catch-all noemer "urbanisme". MONU wordt gemaakt in de stad Rotterdam, Nederland. Het tijdschrift verschijnt met regelmaat sinds juni 2004. MONU verwijst naar zichzelf als een onafhankelijke, non-conformistische, niche-publicatie die kritische artikelen, afbeeldingen, concepten, en theorieën van architecten, stedenbouwkundigen en theoretici uit de hele wereld over een bepaald onderwerp verzamelt.

## Standpunten
MONU staat over het algemeen kritisch tegenover het feit dat stedelijke ruimten vaak alleen aan de wensen en dromen van een kapitaal krachtige minderheid voldoen, die voorbijgaan aan de behoeften van de meeste andere mensen. MONU bekritiseert de gevolgen van een financieel sterke elite, die vastgoedprojecten in steden enkel en alleen met het oog op haar commerciële verlangens ontwikkelt. (#12 in 2010)
Het tijdschrift verwerpt ook het gebrek aan belangstelling van architecten en stedenbouwkundigen in het enorme potentieel dat het bestaande stedelijke materiaal en onderwerpen, zoals stedelijke en architecturale restauratie, monumentenzorg, renovatie, herontwikkeling, stadsvernieuwing of adaptief hergebruik van oude gebouwen biedt, als maatschappelijk onverantwoord en economisch en cultureel onaanvaardbaar. (#14 in 2011)

## Medewerkers
In het verleden droegen de volgende personen aan MONU bij:
Center for Urban Pedagogy (CUP), Reinier de Graaf (2004, MONU #1 - Paid Urbanism)

Thomas Sieverts (2005, MONU #2 – Middle Class Urbanism)

Joost Meuwissen (2005, MONU  #3 – Political Urbanism)

Yoshiharu Tsukamoto (2006, MONU #4 – Denied Urbanism)

Loïc Wacquant, Eyal Weizman (2006, MONU #5 – Brutal Urbanism)

Supersudaca (2007, MONU #6 – Beautiful Urbanism)

Floris Alkemade (2007, MONU #7 – 2nd Rate Urbanism)

Joep van Lieshout, Teddy Cruz (2008, MONU #8 – Border Urbanism)

Owen Hatherley, Shumon Basar (2008, MONU #9 – Exotic Urbanism)

NL Architects, Kees Christiaanse (2009, MONU #10 – Holy Urbanism)

Gerd Hauser, OMA (2009, MONU #11 – Clean Urbanism)

Bjarke Ingels, MVRDV (2010, MONU #12 – Real Urbanism)

Hans Frei (2010, MONU #13 – Most Valuable Urbanism)

Rem Koolhaas, Adolfo Natalini, Beatriz Ramo (2011, MONU #14 – Editing Urbanism)

Wouter Vanstiphout, Thomas Ruff (2011, MONU #15 – Post-Ideological Urbanism)

Edward W. Soja, Mike Crang, Stephen Graham (2012, MONU #16 – Non-Urbanism)

Joel Garreau, Saskia Sassen, Kunlé Adeyemi (2012, MONU #17 – Next Urbanism)

Rainer Langhans, Atelier 5, Richard Sennett (2013, MONU #18 – Communal Urbanism)

Antoine Grumbach, Rogers Stirk Harbour + Partners, Office for Metropolitan Architecture (2013, MONU #19 – Greater Urbanism)

Bernardo Secchi, Edward Burtynsky, Bart Lootsma (2014, MONU #20 – Geographical Urbanism)

Winy Maas, Candida Höfer, Petra Blaisse (2014, MONU #21 – Interior Urbanism)

Jean-Louis Missika, Bernd Upmeyer, Ulf Hannerz (2015, MONU #22 – Transnational Urbanism) 

Jeremy Till, Damon Rich, Marina Abramović (2015, MONU #23 – Participatory Urbanism) 

Andrés Jaque, Casco, Herman Hertzberger (2016, MONU #24 – Domestic Urbanism) 

Kai Vöckler, Arnis Balcus, Bart Lootsma (2016, MONU #25 – Independent Urbanism) 

Lars Lerup, Bureau of Architecture, Research, and Design, Roger Keil, Floris Alkemade, Keller Easterling, Michael Wolf, Mark Power (2017, MONU #26 – Decentralised Urbanism) 

Stephan Petermann, Levi Bryant, Nicholas de Monchaux, Marco Casagrande (2017, MONU #27 – Small Urbanism) 

STAR strategies + architecture, Alejandro Zaera-Polo, Beatriz Ramo,  Stefan Paeleman (2018, MONU #28 – Client-shaped Urbanism) 

Cassim Shepard, Pierre Huyghe, Cruz Garcia, Kathrin Golda-Pongratz, Carolyn Drake,  Inge Goudsmit (2018, MONU #29 – Narrative Urbanism) 

Deane Simpson, Peter Granser, Frits van Dongen, Chris Phillipson, Junya Ishigami, Matthias Hollwich (2019, MONU #30 – Late Life Urbanism) 

Karla Rothstein, Miguel Candela, Christopher Coutts, Julie Rugg, Katrina Spade, Cameron Jamie (2019, MONU #31 – After Life Urbanism) 

Jörn Walter, Richard Florida, Anne Mie Depuydt, David Schalliol, Will Hartley, DK Osseo-Asare (2020, MONU #32 – Affordable Urbanism) 

Beatriz Colomina, Jessica Bridger, Peter Dench, Richard Sennett, Alexander Jachnow, Nadia Shira Cohen (2020, MONU #33 – Pandemic Urbanism) 

Mabel O. Wilson, Jeffrey Hou, Ben Parry, Rafal Milach, Ulrich Lebeuf, Hans Pruijt, Bing Guan (2021, MONU #34 – Protest Urbanism) 

Mark Wigley, Anya Sirota, Riccardo Dalisi, Isabelle Pateer, MONU’s Academic Research Studio (MARS), Peter Behrens School of Arts, Arno Brandlhuber, Olaf Grawert (2022, MONU #35 – Unfinished Urbanism)

Mark Gottdiener, Sharon Zukin, Richard Plunz, Tatjana Schneider, Bharat Sikka, Izaskun Chinchilla (2023, MONU #36 – New Social Urbanism)

Eve Blau, Nikita Dhawan, María do Mar Castro Varela, Johanna-Maria Fritz, Diambra Mariani, Wendy Pullan, Ai Weiwei (2024, MONU #37 – Conflict-driven Urbanism)